# Mar de Ariake
El mar de Ariake (有明海, Ariake-kai) es un pequeño mar interior localizado en la isla de Kyushu en Japón. Administrativamente, está rodeado por las prefecturas de Fukuoka, Saga, Nagasaki  y Kumamoto. Es la bahía más grande de Kyushu y tiene una profundidad de sólo 50 m, con las mareas extremas que pueden superar los 4 m. Se utiliza para la acuicultura, siendo las algas nori el principal cultivo. 
Viven en el mar de Ariake varias especies, como peces del fango, conchas de pluma (Atrina pectinata) y el cangrejo violinista. En el otoño, hay hierba rojiza a lo largo de la orilla del mar. Los últimos años han traído un aumento de la contaminación, con la consiguiente marea roja. La bahía de Isahaya es una rama del mar de Ariake. A través de las islas Amakusa conecta con el mar de Yatsushiro.
Hay muchos puertos localizados en sus costas, como Misumi (en la ciudad de Uki), Shimabara, Taira (en Unzen, con 48.123 hab. en 2009), Nagasu (17.683 hab. en 2003), Kumamoto (734.294 hab. en 2010) , Miike (en Ōmuta, con 127.126 hab. en 2010), Kuchinotsu (en Minamishimabara, con 51,476 hab. en 2009) y Oniike (en Amakusa, con 91.419 hab. en 2008).
Hay cinco rutas de ferry que cruzan el mar de Ariake.